# TNT (album d'AC/DC)
Pour les articles homonymes, voir TNT.
Albums de AC/DC
High Voltage
(1975) High Voltage
(1976)
Singles
1. High Voltage
Sortie : Juillet 1975
2. It's a Long Way to the Top (If You Wanna Rock 'n' Roll)
Sortie : 8 décembre 1975
3. TNT
Sortie : 1er mars 1976

TNT est le deuxième album du groupe de hard rock australien AC/DC sorti en décembre 1975 en Australie.
Cet album n'est sorti qu'en Océanie. Cependant, tous les titres de l'album sont ressortis sur d'autres albums : sept sont présents sur la version internationale de High Voltage, un sur la version internationale de Dirty Deeds Done Dirt Cheap et un sur l'album Volts du coffret Bonfire. Trois de ces chansons ont été écourtées de quelques secondes lors de leur « ressortie ». L'album Volts du coffret Bonfire comprend une de ces chansons en version originale et l'édition collector de Backtracks comprend les trois chansons en version originale.
La chanson High Voltage est née de la volonté des frères Young d'écrire un morceau avec la suite d'accords A-C-D-C (la-do-ré-do).

## Liste des titres
Les chansons ont été écrites par Angus Young, Bon Scott et Malcolm Young sauf mention contraire.
| no  | Titre                                                         | Durée |
| --- | ------------------------------------------------------------- | ----- |
| 01. | It's a Long Way to the Top (If You Wanna Rock 'n' Roll)       | 05:17 |
| 02. | Rock'n'Roll singer                                            | 05:04 |
| 03. | The Jack                                                      | 05:52 |
| 04. | Live Wire                                                     | 05:49 |
| 05. | TNT                                                           | 03:34 |
| 06. | Rocker                                                        | 02:55 |
| 07. | Can I Sit Next to You Girl (écrit par Angus et Malcolm Young) | 04:12 |
| 08. | High Voltage                                                  | 04:22 |
| 09. | School Days (reprise de Chuck Berry)                          | 05:21 |

## Formation
- Bon Scott : chant et cornemuse sur It's a Long Way to the Top (If You Wanna Rock 'n' Roll)
- Angus Young : guitare solo
- Malcolm Young : guitare rythmique
- Mark Evans : basse
- Phil Rudd : batterie